# Jahiro Kazama
Jahiro Kazama (japonsko 風間 八宏), japonski nogometaš in trener, 16. oktober 1961.
Za japonsko reprezentanco je odigral 19 uradnih tekem.